# 全国家計構造調査
全国家計構造調査（ぜんこくかけいこうぞうちょうさ）は、日本の総務省統計局が行う基幹統計調査のひとつで、家計の消費、収入、財産、負債の実態を把握するために5年ごとに実施される。1959年から行われてきた全国消費実態調査を引き継いだものであり、2019年に第1回調査をおこなった。日本政府による家計に関するほかの統計調査としては家計調査があるが、毎月実施で速報性を重視してきた家計調査に対し、全国消費実態調査は5年周期の調査で、調査対象世帯も調査項目数も多く、細かい分析を可能とするものであった。家計構造実態調査もこの特徴を受け継いでおり、約8万4千世帯を対象として、世帯の属性、収入・資産、家計簿等の調査をおこなう。ただし調査内容は「基本調査」対象となる約4万世帯と、「簡易調査」対象となる約4万4千世帯とで異なっており、後者では家計簿の調査は省略される。
第1回調査は2019年10-11月実施。第2回調査は2024年10-11月実施。調査の実施は、各市町村が受けもっている。各市町村から派遣される調査員が調査票を配布する。回収は、調査員への手渡しのほか、オンラインでの回答、郵便による返送（簡易調査のみ）が可能である。

## 家計調査との連携
全国家計構造調査をおこなう2か月の間、家計調査対象世帯の一部に追加の調査票を配布し、それらのデータを全国家計構造調査とあわせて分析できる設計となっている。
- 家計調査世帯特別調査 - 家計調査対象世帯の一部（約6000世帯）について、全国家計構造調査と共通の項目を調査
- 個人収支状況調査 - 家計調査の対象となっている2人以上世帯の一部（約900世帯）について、各個人の自由裁量による収入・支出を調査

これらは、家計調査の一部として、都道府県が実施を担当する。市町村担当の全国家計構造調査本体との対比で、「都道府県調査」と呼ばれていることがある。